# Гуляєв Юрій Іванович
Юрій Іванович Гуляєв (рос. Юрий Иванович Гуляев, нар. 25 серпня 1963, Буй, Костромська область, РРФСР) — радянський та український футболіст, грав на позиції захисника та півзахисника тренер.

## Клубна кар'єра
До Криму переїхав у 14 років з Костромської області. Вихованець «Таврії», у складі якої перебував з 1980 року. У 1982 році дебютував у дорослому футболі під керівництвом Анатолія Конькова. Наприкінці 1983 року Гуляєва призвали до армії й у період з 1984 по 1985 роки він грав у дублюючому складі київського «Динамо». У 1986 році Коньков очолив донецький «Шахтар», куди й перебрався Гуляєв. Після 4 сезонів у стані гірників, перейшов у «Локомотив» з Нижнього Новгорода, за який у чемпіонатах Росії дебютував 20 червня 1993 року в виїзному матчі 16-го туру проти московського ЦСКА, вийшовши на 81-ій хвилині на заміну Дмитру Гадалова. Під час розпаду СРСР потрапив в Угорщину, але особливо там не заграв. З 1993 по 1996 роки грав за «Дружбу» з Бердянська. Професійну кар'єру завершив у 1997 році в «Торпедо-Вікторії».

## Кар'єра в збірній
У 1983 році Юрій взяв участь у Літній Спартакіаді народів СРСР у складі збірної України Викликався до молодіжної збірної СРСР.

## Особисте життя
Коли 23-річний Гуляєв приїхав до Донецька , познайомився з майбутньою дружиною. Незабаром у них народився син.

## Досягнення
- Кубок СРСР
  -  Фіналіст (1): 1986